# António de Saldanha
António de Saldanha va ser un navegant, militar i administrador colonial portuguès del segle XVI.
Va ser el primer europeu que va ancorar en la badia de Table i va pujar a la muntanya de Table,en l'actual Sud-àfrica, quan participava en la flota de 1503 d'Afonso de Albuquerque a l'Índia.
Saldanha (que va ser pare del virrei Aires de Saldanha) també va ser capità generalñde Moçambic des de 1509 fins a 1512. El 9 d'abril de 1517 va ser capità d'una armada de sis vaixells que va partir per l'Índia (els altres capitans eren Pêro Quaresma, Manuel de Lacerda, D. Cristóvão o (D. Tristão) de Meneses, Rafael Catanho, Fernão de Alcáçova i Afonso Henriques de Sepúlveda). Diu Teresa Lacerda que Antonio de Saldanha era un veterà de l'Índia, i que partiu para o Oriente com o importante cargo de capitão-mor do mar da Índia, tendo como principal missão 'andar em armada' na costa da Arábia e nas portas do mar Vermelho». Més tard, ambaixador de Portugal en la cort de Carles I d'Espanya.